# Campoplex spinolae
Campoplex spinolae là một loài tò vò trong họ Ichneumonidae.